# ایروین بوکوک
ایروین بوکوک (انگلیسی: Irvine Boocock؛ ۲۷ فوریه ۱۸۹۰ – ۱۹۴۱ (۵۰−۵۱ سال)) بازیکن فوتبال اهل بریتانیا بود.
از باشگاه‌هایی که در آن بازی کرده‌است می‌توان به باشگاه فوتبال دارلینگتون و باشگاه فوتبال برادفورد سیتی اشاره کرد.